# قصعين بيروني
قصعين بيروني (الاسم العلمي:Salvia peyronii) هو نوع من النباتات يتبع جنس القصعين من الفصيلة الشفوية.